# باول هاريس (صحفي)
باول هاريس (بالإنجليزية: Paul Harris)‏ هو صحفي وناقد سينمائي أسترالي، ولد في 1950.

## وصلات خارجية
- باول هاريس على موقع IMDb (الإنجليزية)